# Nombre de Newman-Shanks-Williams
En mathématiques, un nombre de Newman-Shanks-Williams (parfois abrégé « nombre NSW ») est un entier naturel de la forme : 
Ces nombres furent initialement décrits par Morris Newman, Daniel Shanks et Hugh C. Williams (de) en 1981, pendant l'étude des groupes finis simples d'ordre carré.

## Propriétés
La suite d'entiers (Sn) peut être décrite par la relation de récurrence linéaire suivante :
{\displaystyle S_{0}=1,\quad S_{1}=1{\text{ et }}\forall n\geq 2\quad S_{n}=2S_{n-1}+S_{n-2}.}
Les premiers termes de la suite sont 1, 1, 3, 7, 17, 41, 99, ... (suite A001333 de l'OEIS).
Ces nombres apparaissent aussi dans la fraction continue de √2.

## Nombres premiersNSW
Les cinq premiers nombres premiers NSW sont : 7, 41, 239, 9 369 319 et 63 018 038 201 (suite A088165 de l'OEIS), correspondant aux indices (nécessairement premiers) 3, 5, 7, 19 et 29 (suite A005850 de l'OEIS).